# Yesterwynde
| Recensione   | Giudizio |
| ------------ | -------- |
| Metal Hammer |          |

Yesterwynde è il decimo album in studio del gruppo musicale finlandese Nightwish, pubblicato il 20 settembre 2024 dalla Nuclear Blast.

## Tracce
Testi e musiche di Tuomas Holopainen.
1. Yesterwynde – 2:43
2. An Ocean of Strange Islands – 9:26
3. The Antikythera Mechanism – 5:55
4. The Day of... – 4:34
5. Perfume of the Timeless – 8:11
6. Sway – 4:23
7. The Children of 'Ata – 5:37
8. Something Whispered Follow Me – 6:39
9. Spider Silk – 6:26
10. Hiraeth – 6:14
11. The Weave – 4:53
12. Lanternlight – 6:06

Durata totale: 71:07

## Formazione
- Floor Jansen – voce
- Emppu Vuorinen – chitarra
- Jukka Koskinen – basso
- Kai Hahto – batteria, percussioni
- Tuomas Holopainen – tastiera
- Troy Donockley – uilleann pipes, low whistle, bouzouki, bodhrán, aerofoni,  voce